# Herman Roelstraete
Herman Jozef Roelstraete (* 20. Oktober 1925 in Lauwe, Westflandern; † 1. April 1985 in Kortrijk) war ein belgischer Komponist, Sänger, Organist, Pädagoge, Dirigent und Musikhistoriker.

## Studium
1942 begann er seine Studien am Interdiocesaan Hoger Instituut voor kerkelijke muziek, dem heutigen Lemmens-Institut in Mechelen, Belgien. Er studierte dort bei Henri Durieux Harmonielehre, Marinus de Jong Klavier und Kontrapunkt, Flor Peeters Orgel und Jules Van Nuffel Chorleitung und musikalische Ästhetik. Es entstand die erste Komposition Kleine triptiek opus 1 für Orchester. 1946 beendete er seine Studien am Lemmensinstitut mit großem Erfolg.
Sodann setzte er von 1946 bis 1950 seine Studien am Königlichen (Musik-)Konservatorium in Brüssel fort. Er schloss dort mit ersten Preisen für Gesang bei Maurice Weynandt sowie Kontrapunkt bei Marcel Poot und Orgel bei Paul de Maleingreau ab. 1957 begann er ein Studium der Dodekaphonie bei Mátyás Seiber. 1969 wurde er Dozent für Harmonielehre am Königlichen Konservatorium Brüssel.

## Beruflicher Werdegang
Von 1944 bis 1952 war er Dirigent des Kortrijkse Sint-Jozefskoor, einem religiösen Männerchor, der auch Volkslieder aufführt. Er leitete weitere Chöre und Orchester. Von 1948 bis 1950 war er Dirigent eines Ensembles von Studenten und Dozenten des Konservatoriums in Kortrijk. 1950 gründete er das Westvlaams Kamerorkest und dirigierte es bis 1959. Von 1952 bis 1957 war er Dirigent des Königlichen Chor- und Orchestervereins Peter Benoitkring in Izegem. In Harelbeke gründete er den gemischten Chor Reuzegom (1953) und war gleichzeitig bis 1963 dessen Dirigent. Als Folge eines Kurses für Gregorianischen Gesang an der Musikakademie in Izegem initiierte er die Gründung der Scola Cantorum Cantemus Domino der er beratend zur Seite stand. Dirigent des West-Vlaams Symfonieorkest, das für entsprechende Zwecke erweiterte Kammerorchester, war er ebenfalls. 1961 war er Gründer des Kammerchores Pierre de la Rue den er auch bis 1963 dirigierte.
1947 wurde er Lehrer für Gesang an der Städtischen Musikschule Peter Benoit in Harelbeke. 1950 wurde er Direktor der Vrije Muziekacademie in Izegem und nahm in seiner Amtszeit dort richtungweisende Veränderungen vor und gab diese Position aus gesundheitlichen Gründen 1977 auf. 1950 gewann er den Prix Arnold für Orgel am Königlichen Konservatorium in Brüssel. In der Folge betätigte er sich auch als Konzertorganist.

## Werke

### Werke für Orchester
- 1942 Kleine Triptiek opus 1
- 1951 Elegie opus 14 für Violoncello und Orchester
- 1953 Sinfonia brevis opus 21, für Streichorchester
- 1954 Zeer klassieke ouverture opus 24
- 1959 Symfonie nr.2 opus 39
- 1961 Serenata per archi opus 41, für Streichorchester
- 1963 Kleine suite opus 20 Nr. 7
- 1968 Laus libertatis opus 79 Nr. 4, für Kammerorchester
- 1971 Divertimento secondo opus 81
- 1971 Symfonie nr.4 opus 82
- 1971 Kringloop opus 85, für Streichorchester
- 1971 Concerto all'antiquo opus 168
- Romanza opus 162, für Horn und Orchester

### Werke für Blasorchester
- 1959 Sinfonia piccola opus 20 Nr. 5, für Blasorchester
- 1971 Sinfonie opus 75, für Blasorchester
- 1978 Preludio e ciacona opus 128, für Fanfare-Orchester

### Werke für Tasteninstrumente (Orgel, Klavier etc.)
- 1944 Koraalfantasia opus 4 Nr. 1 für Orgel
- 1944 Adagio opus 4 Nr. 2 für Orgel
- 1954 Praeludium en Fuga in lydische toonaard opus 27, für Orgel
- 1956 Koraalvoorspelen opus 32 für Orgel
- 1962 25 Praeambula pusilla opus 46 für Orgel
- 1967 Drie sonatines opus 66, für Orgel
- 1969 Zes inventies opus 79 Nr. 1, für Klavier oder Cembalo
- 1972 Drie modale fantasias opus 95, für (große) Orgel
- 1975 Avondkantieken opus 110, für Orgel
- 1979 Meditationes vespertinae opus 131, für Orgel
- 1980 Drie suites opus 134, für Orgel

### Chorwerke, Messen und geistliche Werke
- 1942 Missa prima opus 4, für gemischten Chor und Orgel
- 1947 Drie Geestelijke Gezangen opus 6, für Männerchor
- 1948 Missa in honorem Sancti Amandi opus 8 für gemischten Chor und Orgel
- 1949 Missa recitata opus 10, für dreistimmigen Männerchor
- 1949 Geestelijke liederen opus 15 für Solo-Gesang, gemischten Chor und Orgel
- 1949 Achttien oudnederlandse volksliederen opus 29, für gemischten Chor
- 1952 Missa salvatori opus 16, für gemischten Chor und Orchester
- 1956 Missa quinta in honorem sancti Johannis Baptistae opus 33, für gemischten Chor und Orgel
- 1959 Liederen ter ere van onze lieve vrouw van "Sint Jan" te Poperinge opus 153 für gemischten Chor und Orgel
- 1961 Benedicamus Domino opus 45, für gemischten Chor
- 1961 Lichtbericht voor mensen opus 47 für gemischten Chor – Text: Jacques Coryn
- 1962 Middeleeuwse triptiek opus 49, für dreistimmigen Männerchor
- 1962 Vier Oud-Nederlandse Kerstliederen opus 57, für gemischten Chor
- 1963 Missa de Sancta Magdalena opus 52, für gemischten Chor
- 1963 De caritate Christo opus 54, für Sopran-Solo, gemischten Chor und Orchester
- 1963 Drie religieuze liederen opus 96, für gemischten Chor und Orgel
- 1967 Adventmis opus 68 Nr. 2, für gemischten Chor und Orgel
- 1967 Drie religieuze liederen opus 97, für gemischten Chor
- 1967 Kersthallel opus 48, für Mezzosopran, Tenor, und 5- oder 6-stimmigen gemischten Chor
- 1969 Bloemen op de ruiten opus 78 Nr. 4 für Chor
- 1972 Cantiones sacrae opus 86 Nr. 1 für gemischten Chor
- 1972 Missa Pia opus 87, für gemischten Chor
- 1973 Missa de beata Maria (proprium) opus 100, für gemischten Chor und Orgel
- 1973 Missa brevis opus 101, für gemischten Chor und Orgel
- 1973 Exodus opus 103, für gemischten Chor, Horn-Solo, Blechbläser-Sextett, Schlagzeug, Klavier und Orgel
- 1974 Drie oude Marialiederen opus 106 für gemischten Chor
- 1975 Twee Psalmliederen opus 107, für gemischten Chor
- 1975 Geuzenliederen-suite opus 108, für gemischten Chor und Instrumental-Ensemble ad libitum
- 1975 Vijf Kerstliederen opus 109, für gemischten Chor
- 1976 Maria, red ons land opus 129 für gemischten Chor und Orgel
- 1977 Zeven oude Koraalzangen opus 123, für gemischten Chor
- 1979 Misgezangen voor beloken tijd opus 133 für gemischten Chor und Orgel
- 1983 Missa oranda opus 148, für gemischten Chor und Orgel
- 1985 Drie offertoria opus 152, für gemischten Chor
- Vijf Arrangements von vlaamse volksliederen für gemischten Chor (SATB)
- Onze Vader für gemischten Chor
- Evangelie opus 166, für gemischten Chor
- 's Nachts wordt de zee opus 170 Nr. 1 für gemischten Chor und Klavier
- Aan U, o Jezus für gemischten Chor
- Hoe rij die Boere für Chor und Orchester
- Kleuter-suite opus 176 Nr. 1 für Kinderchor und Orchester
- Missa J. N. Bartholomeus opus 165, für gemischten Chor und Orgel
- Missa "Conceptio tua" opus 175, für gemischten Chor
- Rij maar an opus 176 Nr. 3, für Chor und Orchester

### Kammermusik
- Sonatina opus 7 für Violine und Klavier
- Terzet opus 44 für Streicher-Trio

| Personendaten    | Personendaten                                  |
| ---------------- | ---------------------------------------------- |
| NAME             | Roelstraete, Herman                            |
| ALTERNATIVNAMEN  | Roelstraete, Herman Jozef (vollständiger Name) |
| KURZBESCHREIBUNG | belgischer Komponist und Dirigent              |
| GEBURTSDATUM     | 20. Oktober 1925                               |
| GEBURTSORT       | Lauwe, Belgien                                 |
| STERBEDATUM      | 1. April 1985                                  |
| STERBEORT        | Kortrijk, Belgien                              |